# Passannante (film)
Passannante è un film storico documentario del 2011, diretto da Sergio Colabona, incentrato sulla figura dell'anarchico Giovanni Passannante e la controversa vicenda della sua sepoltura. Il film è stato distribuito nelle sale da Emme Cinematografica, il 24 giugno 2011.

## Trama
Giovanni Passannante, cuoco originario di Salvia di Lucania, borgo della Basilicata, è un anarchico di idee mazziniane che considera traditi gli ideali risorgimentali con l'instaurazione del nuovo Regno d'Italia, poiché le precarie condizioni sociali sono rimaste immutate, e vagheggia l'instaurazione di una "Repubblica Universale" senza distinzioni di classi.
Recatosi a Napoli, scambia la propria giacca con un coltello dalla lama di otto centimetri per uccidere il re d'Italia Umberto I. L'attentato fallisce e l'anarchico viene condannato a morte, ma viene graziato e imprigionato. Viene rinchiuso in una cella sotto il livello del mare nella torre della Linguella vivendo in condizioni disumane ed infine condotto nel manicomio criminale di Montelupo Fiorentino, dove passerà il resto della sua vita.
La sua salma, anziché sepolta, viene sottoposta a studi criminologici di ispirazione lombrosiana; infine il cranio viene esposto nel Museo Criminologico di Roma. A seguito del tentato regicidio, il suo paese viene rinominato in Savoia di Lucania come gesto di scusa nei confronti del re. 
La storia di Passannante viene dimenticata per un secolo, fin quando tre uomini (Ulderico Pesce con Andrea Satta e un giornalista) non intraprendono una battaglia per dare degna sepoltura ai resti dell'anarchico (nel film la vicenda storica di Passannante è introdotta e frammezzata dalle sezioni documentaristiche ad essa relative).

## Produzione
Il film è stato girato in alcune città della Basilicata come Rivello, Satriano di Lucania, Matera; altri luoghi di ripresa sono Roma e l'Isola d'Elba. La colonna sonora è stata curata dal gruppo Têtes de Bois il cui leader, Andrea Satta, partecipa anche nelle vesti di attore.

## Critica
Nonostante il budget minimo, una limitata distribuzione e un incasso irrisorio (22056 €), il film ha ricevuto critiche perlopiù positive, sia per la qualità del prodotto che per il tema affrontato. Al "Festival di Malta" è stato premiato come miglior film e Ulderico Pesce come migliore attore protagonista. Il 9 dicembre 2011, è stato trasmesso al "Festival di Francoforte". Altre premiazioni sono state ritirate al Busto Arsizio Film Festival e al Gallio Film Festival.
Nel 2012, è stato inoltre proiettato tra Miami, Los Angeles e San Francisco nell'ambito del "Tiburon International Film Festival" e presso la "Florida Atlantic University" di Boca Raton, con un giudizio positivo da parte di Myriam Swennen Ruthenberg, docente di Italiano e Letteratura comparata.
Nonostante le critiche dei monarchici, Passannante ha conseguito il timbro del Ministero per i Beni e le Attività Culturali per “il suo alto valore educativo” e l'Agiscuola lo ha inserito nella sua programmazione con l'intento di farlo vedere nelle scuole italiane.

## Riconoscimenti
- Busto Arsizio Film Festival
  - Premio Trenwalder Migliore Attore Non Protagonista (Luca Lionello)
- Gallio Film Festival
  - Premio del Pubblico (Sergio Colabona)
- Premio Mario Gallo a Ulderico Pesce

## Altre opere
- “L’innaffiatore del cervello di Passannante” di Ulderico Pesce[1]